# Keisuke Oyama
Keisuke Oyama (født 7. maj 1995) er en japansk fodboldspiller, som spiller for den japanske fodboldklub Omiya Ardija.